# آلیس چلانگات

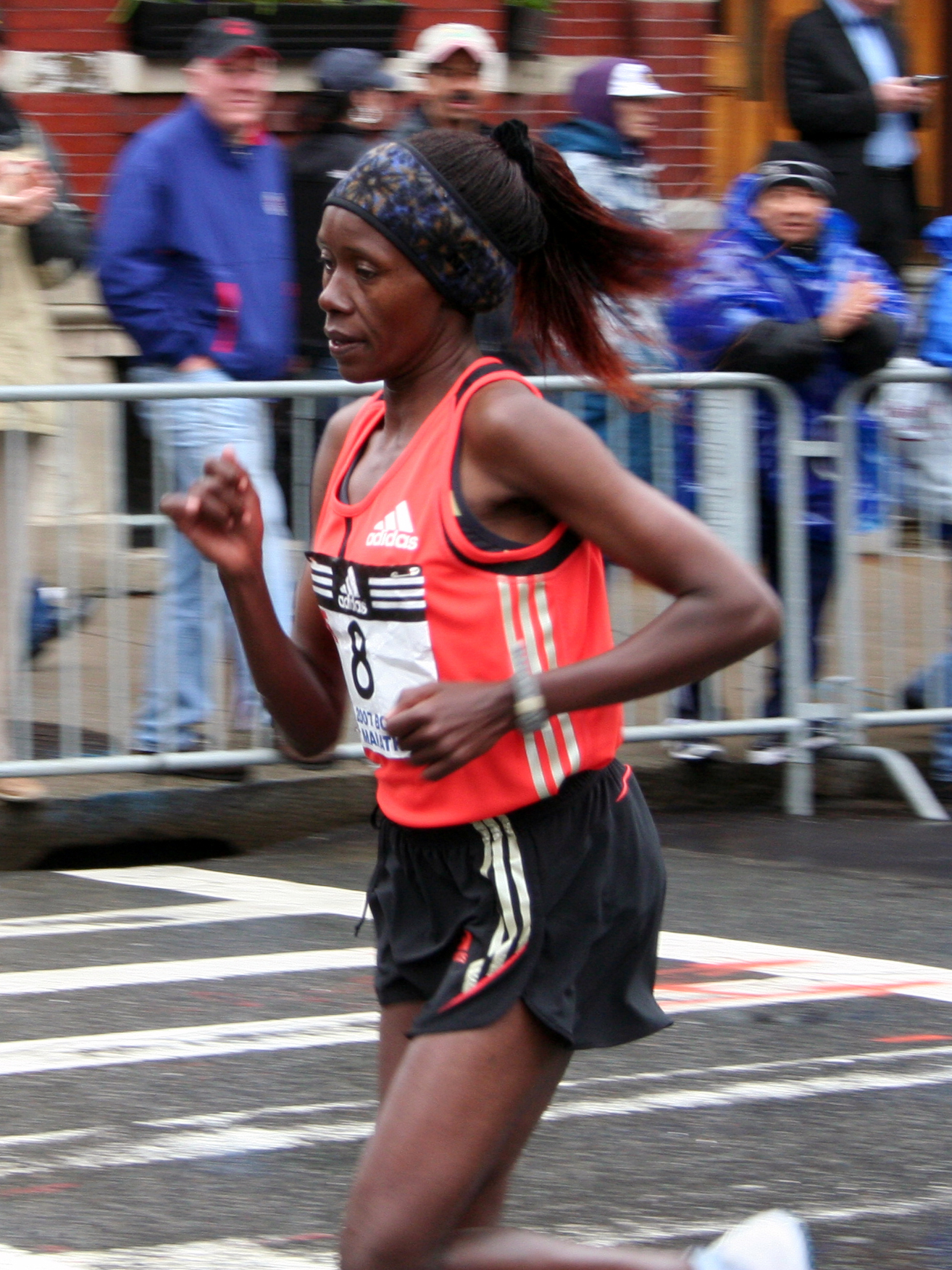
آلیس چلانگات در سال ۲۰۰۷ در مسابقه دو ماراتون بوستون

آلیس چلانگات (زاده ۲۷ دسامبر ۱۹۷۶ - کریچو) دونده زن اهل کنیا است.

## زندگی‌نامه
او به نمایندگی از کشور خود در بازی‌های المپیک تابستانی ۲۰۰۴ شرکت کرده‌است. همچنین در رقابت دو صحرانوردی به همراه تیم کنیا در مسابقات جهانی دو صحرانوردی ۲۰۰۶ مدال نقره را کسب کرد.

## بهترینها شخصی
- ۱۰٬۰۰۰ متر - ۳۲:۴۹:۶ساعت (۲۰۰۱)
- نیمه ماراتن - ۱:۰۹:۱۰ ساعت (۲۰۰۲)
- ماراتن - ۲:۲۶:۳۶ ساعت (۲۰۰۱)